# Scheidungsverbund
Der Scheidungsverbund ist ein Rechtsbegriff aus dem deutschen Scheidungsverfahrensrecht und in den §§ 137 ff. FamFG geregelt.
Es sorgt dafür, dass bestimmte bei einer Scheidung zu regelnde Sachverhalte gemeinsam mit der Scheidung ("im Verbund mit der Scheidung") entschieden werden. Es ergeht also ein gemeinsamer Beschluss über alle im Verbund zu behandelnden Fragen, so dass auch alle Angelegenheiten entscheidungsreif sein müssen.
Zu unterscheiden ist zwischen dem verpflichtenden Verbund ("Zwangsverbund"), der von Amts wegen entsteht, und dem Antragverbund, bei dem eine Sache lediglich auf Antrag der Parteien zusammen mit der Scheidung entschieden wird. Im Zwangsverbund mit der Scheidung ist gegenwärtig nur der öffentlich-rechtliche Versorgungsausgleich. 
Sinn des Scheidungsverbunds ist es, eine umfassende Klärung der Folgen einer Scheidung vor deren Ausspruch zu erreichen. Gleichzeitig wird darauf gesetzt, dass derjenige, der an einer schnellen Scheidung interessiert ist, zum Erreichen dieser auch eher zu Zugeständnissen bereit ist und so ein Vergleich gefördert wird. 
Die weiteren in den Verbund eingebrachten Angelegenheiten werden als Folgesachen bezeichnet. Mögliche Folgesachen sind insbesondere Regelung der elterlichen Sorge, des Umgangs, des Unterhalts, der Ansprüche aus dem ehelichen Güterrecht, der Zuweisung von Ehewohnung und ehelichem Hausrat. Folgesachen können noch bis zum Schluss der mündlichen Verhandlung anhängig gemacht werden. Durch das späte Einbringen von Folgesachen, die dann eventuell wieder weitere Beweisaufnahmen erforderlich machen, kann eine Scheidung erheblich verzögert werden. Gegenmittel ist die Abtrennung der Folgesachen nach § 140 FamFG.